# Jacques F. Ferrand
Jacques F. Ferrand bzw. Jacques Friedland (eigentlich Isaak Friedland; * 1898; † unbekannt) war ein deutsch-französischer Journalist, Autor, Rundfunkmitarbeiter und Herausgeber.

## Leben und Wirken
Friedland gab unter dem Pseudonym Wallenstein 1920/21 im Deutschen Reich die Zeitschrift Ich heraus. Nach der Machtergreifung durch die Nationalsozialisten ging er 1933 ins Exil nach Paris, wo er unter den Pseudonymen Jacques F. Ferrand, Jacques (Jack) Friedland, Jack Iwo, Frank Frey und Jacques P. Terre veröffentlichte, außerdem war er Mitherausgeber der Phönix-Bücherei in Paris. In dieser Zeit korrespondierte er mit dem (ebenfalls in Paris lebenden) Salomo Friedlaender, der Beiträge in der Phönix-Reihe publizierte.
1940 emigrierte er nach New York City, arbeitete dort für das Auslandsprogramm des öffentlichen Rundfunks (Council's Foreign Language Radio Division) und war Sekretär des amerikanischen Nobel-Gedächtnis-Komitees. Nach seiner Rückkehr nach Frankreich arbeitete er publizistisch unter dem Namen Jacques Friedland; er wurde Ende der 1940er-Jahre als Chefredakteur der kommunistischen Wochenzeitschrift Regards wegen des Vorwurfs der Spionage für die Sowjetunion verhaftet.

## Publikationen
- Jacques Friedland: Une caméra dans le Vercors. Editions hier et aujourd'hui, 1948
- Jacques Friedland: Les guerilleros attaquent. Les Éditeurs réunis, 1952